# Yunak (district)
Yunak is een Turks district in de provincie Konya en telt 29.490 inwoners (2007). Het district heeft een oppervlakte van 2998,2 km². Hoofdplaats is Yunak.
De bevolkingsontwikkeling van het district is weergegeven in onderstaande tabel.
| 1997   | 2000   | 2007   |
| ------ | ------ | ------ |
| 38.773 | 41.506 | 29.490 |